# De Haagse Etsclub
De Haagse Etsclub (1972/1984-2004) is een groep van etsers die in 1984 werd opgericht door Simon Koene, Han van Hagen, Dirk van Gelder en Willem Minderman. Enkele eerdere activiteiten van genoemde kunstenaars worden ook tot de activiteiten van De Haagse Etsclub gerekend, zoals de uitgave van het kunstboekje Schelpen in 1972 en de uitgave van Onkruid in 1976.
In 1984 werd de naam 'De Haagse Etsclub' geïntroduceerd, in navolging van De Haagsche Etsclub van 1848 en De Nederlandsche Etsclub (1885-1896), met een tentoonstelling in het Gemeentemuseum Den Haag.

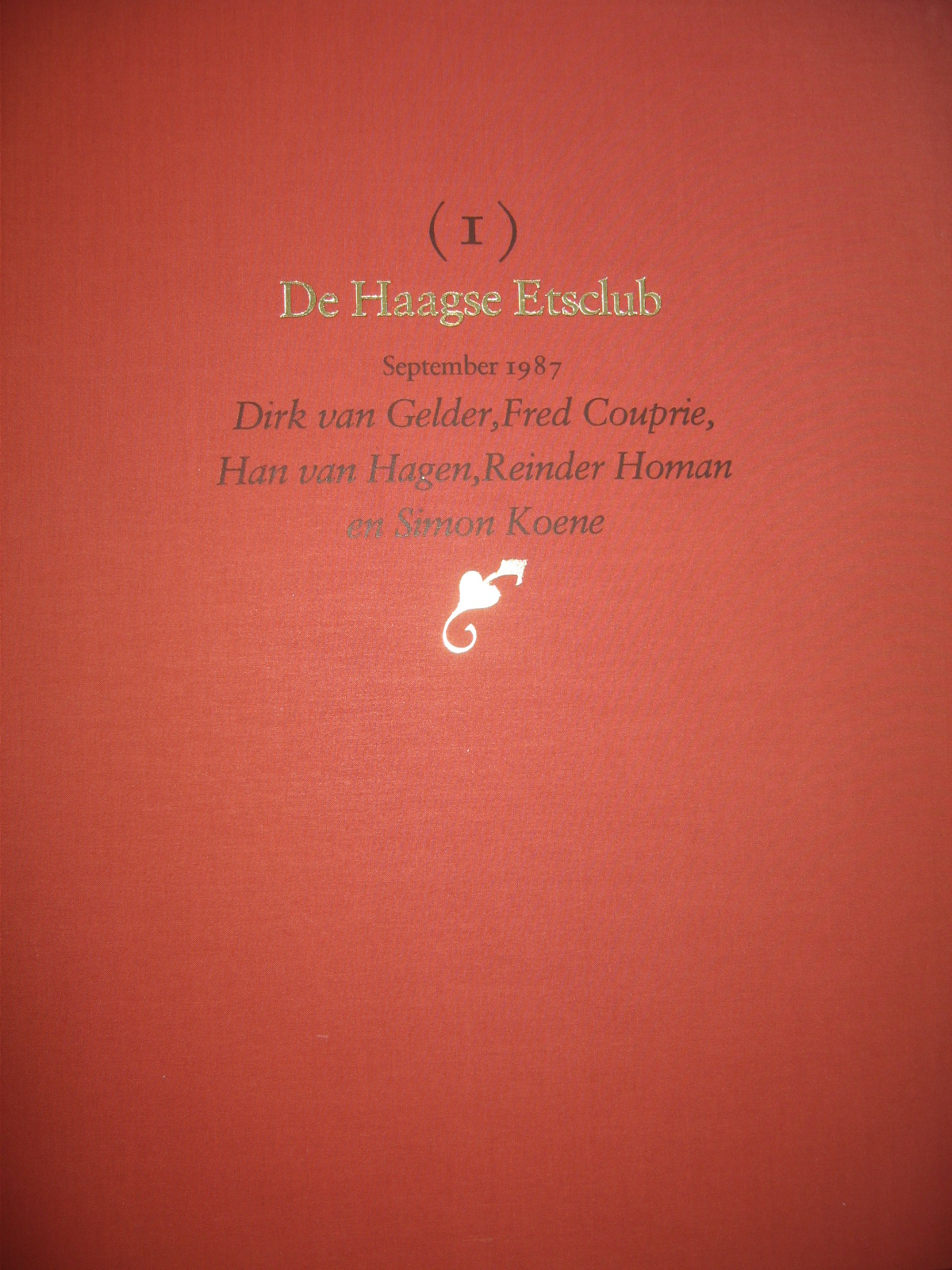
Haagse Etsclub, omslag van de editie Landschappelijk uit 1987.

## Context
Den Haag was door de eeuwen heen bij uitstek de stad van de tekenaars. Mede door de aanwezigheid van de oudste ‘Teken’academie van Nederland (gesticht in 1682) heerste er een goed klimaat, waarin ook tekenaar-etsers konden gedijen. Tekenen vulde meer dan de helft van het lesprogramma op de Haagse Academie en werd beschouwd als de basis voor alle andere vakken, ook van het schilderen. Arend Hendriks was leraar etsen aan de Haagse academie, in dezelfde tijd waarin ook andere docenten zoals Paul Citroen, Rein Draijer, Henk Meijer, Willem Jacob Rozendaal en Willem Schrofer daar les gaven en het klimaat schiepen waarin echte tekenaar-etsers konden gedijen, zoals Westerik, Berserik en Minderman. Dirk van Gelder volgde Arend Hendriks in 1952 als etsleraar op. Hij was autodidact, maar in zijn etsen was er sprake van een opvallende overeenkomst met het werk van zijn voorganger. Simon Koene volgde in 1979 Dirk van Gelder weer op en zou tot 2011 etsleraar aan de Haags Academie blijven. Al deze etsers werkten graag naar waarneming met belangstelling en aandacht voor het detail. Daarmee stonden zij heel dicht bij grafici als Rembrandt, Dürer en de Meester van het Amsterdamse Kabinet. Zij maakten prenten voor zichzelf en drukten ze in kleine oplagen. De Haagse Etsclub heeft deze traditie onder leiding van Simon Koene tot aan het einde van de twintigste eeuw voortgezet.

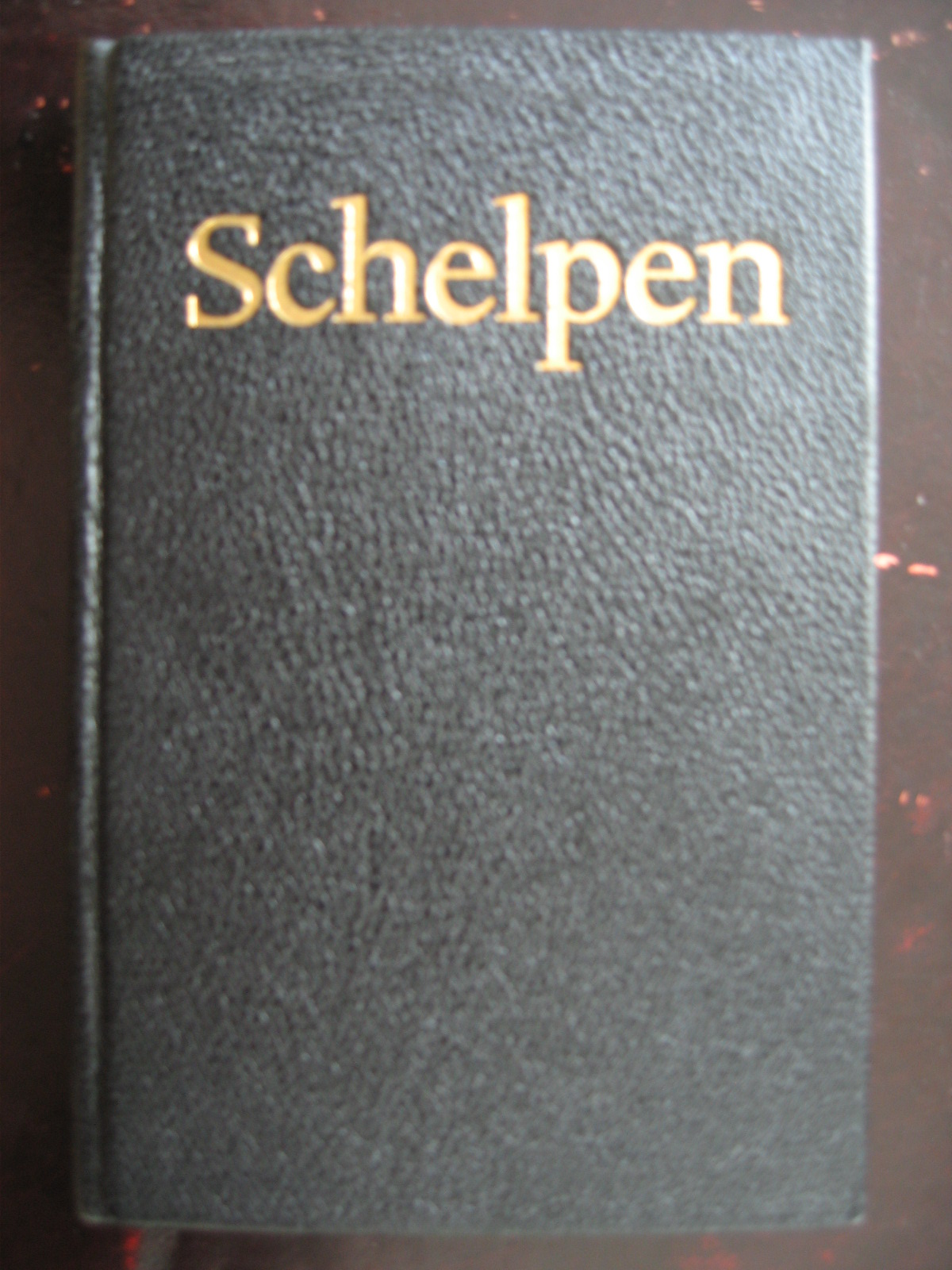
Het Schelpenboekje (1972)

## Schelpenboekje
Het Schelpenboekje, dat onder de naam Schelpen in 1972 op initiatief van Simon Koene werd uitgegeven, was achteraf bezien het begin van De Haagse Etsclub. Simon Koene was op het idee gekomen via zijn contacten met zijn etsdrukker Clement in Amsterdam, waar op dat moment de etsen voor Six Fairy Tales van David Hockney werden gedrukt. De kleine boekjes die hiernaar voor de boekhandel werden gemaakt, spraken Koene zozeer aan dat die de impuls zijn geweest om samen met een aantal collega-etsers het boekje Schelpen te maken, maar dan met originele etsen. Deelnemende kunstenaars waren: Simon Koene, Dirk van Gelder, Willem Minderman, Hermanus Berserik, Charles Donker, Jaap Hillenius, Co Westerik, Gerrit Noordzij, Arja van den Berg en Fred Couprie.

## Onkruid
Vier jaar later, in 1976, zou dit initiatief leiden tot de uitgave van Onkruid, een doos met 25 prenten van wilde planten. Deelnemende kunstenaars waren: Simon Koene, Dirk van Gelder, Willem Minderman, Han van Hagen en Fred Couprie. Achteraf gezien viel deze eerste grote uitgave precies op zijn plaats. In dezelfde tijd stonden natuur en milieu behoorlijk onder druk. Terwijl de kunstenaars hun wilde planten met liefde en aandacht aan de etsplaat toevertrouwden, werden in werkelijkheid bermplanten in het straatbeeld nauwelijks getolereerd en met chemische middelen bestreden. Het waren jaren van repressie, waarin de nieuwe verworvenheden van de jaren zestig werden teruggedraaid, ingekapseld en vercommercialiseerd. Kunst werd sneller, oppervlakkiger, groter en voor de kijkcijfers. Grafiek werd gebruiksgrafiek en overspoelde als een lawine het gehele land. Een algehele versoaping van de Nederlandse beeldcultuur was begonnen. De leden van De Haagse Etsclub deden daar niet aan mee. Evenals de oprichters van de Haagsche Etsclub van 1848 hadden zij de behoefte zich terug te trekken in het atelier en prenten te maken die de tijd konden trotseren.

## Oprichting van de Haagse Etsclub
Na het verschijnen van het Schelpenboekje en de Onkruid-doos kon een verdere samenwerking niet uitblijven. Maar het zou nog tot 1984 duren alvorens De Haags Etsclub in navolging van de Haagsche Etsclub van 1848 officieel werd opgericht. 
In feite was de oude ‘Haagsche Etsclub’ (1848-1860) met etsers als Craeyvanger, Weissenbruch en Hardenberg een van de eerste groepen die zich 'etsclub' noemde. Deze club trad nauwelijks naar buiten. In 1840 doken in Engeland al enkele ‘Etching Clubs’ op. Pas na 1860 was er in het buitenland sprake van etsers die samenwerkten en prenten maakten op een hoger artistiek niveau. In Frankrijk werd in 1862 besloten in clubverband te gaan werken en etsen uit te geven. De 'Société des Aquafortistes' werd opgericht met namen als Paul Huet, Louis Adolphe Hervier, Daubigny, Félix Bracquemond en Charles Meryon. In Antwerpen werd in 1875 eveneens een ‘Société des Aquafortistes’ opgericht. Deze club werd het voorbeeld voor de in 1885 opgerichte Nederlandsche Etsclub.
De etsen die in de portefeuilles van de Nederlandsche Etsclub belandden, leken niet meer op de classicistisch getinte lithografieën of de statische staalgravures, die tot op dat moment nog volop in omloop waren. De ets had zich onder invloed van romantische en realistische tendensen tot een zelfstandige en volwassen kunstvorm ontwikkeld. De etsclubs en de in Frankrijk en Nederland uitgegeven kunstmappen, zouden als voorbeeld dienen voor de uitgaven van de ‘nieuwe’ Haagse Etsclub.
De deelnemers van deze nieuwe etsclub besloten mappen uit te geven, waarin zowel prenten als vormgeving aan de hoogste verwachtingen konden voldoen. 
Op 30 november 1984 was de 'nieuwe' Haagse Etsclub een feit.
De leden en oprichters waren: Simon Koene, Dirk van Gelder, Willem Minderman, Han van Hagen en Fred Couprie.
In de jaren daarna zouden voor de diverse projecten verschillende collega-etsers worden uitgenodigd.

## Projecten
De oprichting van de Haagse Etsclub ging gepaard met de uitgave en presentatie van de uitgave Buiten in het Haags Gemeentemuseum. De uitgave bevatte 20 etsen rondom het thema ‘buiten’ en een zogenaamde oprichtingsprent. Bij deze tentoonstelling werd tevens een overzicht gegeven van het fenomeen etsclubs en aandacht geschonken aan de eerdere projecten Onkruid en het Schelpenboekje. In een later stadium verhuisde de tentoonstelling naar het Drents Museum in Assen, waarbij ze werd aangevuld met een selectie etsen van de Haagsche Etsclub van 1848 en de Nederlandsche Etsclub van 1885.
In de daaropvolgende jaren werden iedere twee jaar nieuwe edities gepresenteerd. Deze werden gelijktijdig in Pulchri Studio in Den Haag en Galerie Petit in Amsterdam tentoongesteld, en daarbuiten op diverse andere locaties in het land. De deelnemende groep kunstenaars zou na het overlijden van Dirk van Gelder en Willem Minderman bij iedere nieuwe uitgave verschillend van samenstelling zijn.
De organisatie van de projecten bleef altijd in handen van Simon Koene. 
Vanaf 1987 was Alfons van Heusden verantwoordelijk voor de vormgeving van de mappen en Herman van Waarden (boekbinder) voor de uitvoering ervan.
De afsluiting van de projecten van De Haagse Etsclub vond in feite plaats bij een tentoonstelling en de presentatie van het boek van Ina Versteeg over De Haagse Etsclub in 2002 in Museum Hofwijck in Voorburg.

## Uitgaven
De Haagse Etsclub heeft de volgende edities uitgebracht:
- 1972 'Schelpen',
- 1976 'Onkruid',
- 1984 'Buiten',
- 1987 'Landschappelijk',
- 1989 'Dier',
- 1991 'Reizen',
- 1993 'Historische momenten',
- 1995 'Sprookjesachtig',
- 1996 'Ontdekking van de wereld',
- 2004 'Tuinen'.

## Deelnemende kunstenaars en literatuur
Dirk van Gelder, Simon Koene, Willem Minderman, Han van Hagen, Hermanus Berserik, Charles Donker, Chris van Otterloo, Reinder Homan, Elmar Gille, Martin Baeyens, Ton de Laat, Adolfo Ramón, Jan van Spronsen, Marion Bloem, Jaap Hillenius, Co Westerik, Gerrit Noordzij, Arja van den Berg en Fred Couprie.
In het boekje Buiten bespreekt Ad van der Blom de totstandkoming van De Haagse Etsclub en de geschiedenis van haar voorgangers. Het boekje verscheen als bijlage bij de editie Buiten in 1984.
In De Haagse Etsclub, Fascinatie voor de etskunst uit 2002 behandelt Ina Versteeg de totstandkoming van De Haagse Etsclub alsmede de meeste kunstenaars die er lid van waren.
In Han van Hagen Etsen uit 2006 bespreekt Simon Koene zijn werk binnen de context van De Haagse Etsclub.
In Simon Koene. Een grafisch oeuvre, een uitgave van de Hercules Segers Stichting uit 2015, komt de Haagse Etsclub in de tekst van Susan Adam, voormalig conservator van het Kunstmuseum Den Haag, uitgebreid aan de orde.

## Musea
Alle edities van De Haagse Etsclub zijn ondergebracht in het Gemeentemuseum Den Haag, het Rijksmuseum in Amsterdam en de 
Fondation Custodia in Parijs. 
Het werk is daar te vinden onder de naam van de desbetreffende kunstenaar.

## Tentoonstellingen (selectie)
- 1976 - Gemeentemuseum Den Haag, Onkruid, met etsen van Simon Koene, Dirk van Gelder, Willem Minderman, Han van Hagen en Fred Couprie.
- 1976 - Gemeentemuseum Arnhem, Onkruid, met etsen van Simon Koene, Dirk van Gelder, Willem Minderman, Han van Hagen en Fred Couprie.
- 1978 - Institut Néerlandais, Parijs, Herbes Folles, met etsen van Simon Koene, Dirk van Gelder, Willem Minderman, Han van Hagen en Fred Couprie.
- 1982 - De Zonnehof, Amersfoort, Onkruid, met etsen van Simon Koene, Dirk van Gelder, Willem Minderman, Han van Hagen en Fred Couprie.
- 1985 - Gemeentemuseum Den Haag, Buiten, een project van De Haagse Etsclub (1984), met etsen van de Haagsche Etsclub (1848) en De Nederlandsche Etsclub (ca. 1890).
- 1986 - Drents Museum, Assen, Etsen van De Haagse Etsclub (1984), De Haagsche Etsclub (1848) en De Nederlandsche Etsclub (ca. 1890).
- 2002 - Huygensmuseum Hofwijck, Voorburg, De Haagse Etsclub.
- 2002 - Museum De Buitenplaats, Eelde, De Haagse Etsclub 1984.
- 2004 - Museum De Buitenplaats, Eelde, De Haagse Etsclub, de uitgave Tuinen.
- 2005 - Voerman Museum Hattem, Etsen van De Haagse Etsclub (1984), De Haagsche Etsclub (1848) en De Nederlandsche Etsclub (ca. 1890).